# EUR-Lex
EUR-Lex（EU法データベース）とは、欧州連合の公式ウェブサイトEuropaの法令関連公開サービスである。もとはCELEX（Communitatis Europeae LEX（ドイツ語版））というウェブサービスであったが、2005年1月1日以降更新が停止され、現在はEUR-Lexに統合された。
1951年以降の欧州連合の条例、立法といったEU官報掲載内容や判例などが、欧州連合公用語の24言語で公開されている。

## コンテンツ
- EU官報
  - EU法（欧州憲法、欧州連合基本条約、指令 (EU)、規則 (EU)、勧告 (EU)、決定 (EU)など）
  - 国際的な取り決め（international agreement）
  - 欧州自由貿易連合の文書
  - その他、公式文書
  - 立法準備活動
- 判例

## 参考資料
1. ↑  “ＥＵ法データベース「EUR-Lex」検索マニュアル(改訂版)”. 日本貿易振興機構. 2015年9月25日時点のオリジナルよりアーカイブ。2015年9月23日閲覧。(PDF)
2. ↑  À propos d'Eur-Lex（フランス語）

- 国立国会図書館：ＥＵ（欧州連合）"EUR-Lex"・" Pre-Lex"・"N-Lex"・"Legislative Observatory"